# Мищенко, Надежда Васильевна
Надежда Васильевна Мищенко, в девичестве — Рева (укр. Надія Василівна Міщенко; род. 1929) — колхозница, доярка колхоза «Большевик» Золотоношского района Черкасской области, Украинская ССР. Герой Социалистического Труда (1954).
После Великой Отечественной войны трудилась дояркой в колхозе «Большевик» Золотоношского района. Ежегодно перевыполняла план по надою молока. В 1952 году надоила в среднем по 6068 килограмм молока от восьми коров. В 1954 году удостоена звания Героя Социалистического Труда «за достижение высоких показателей в животноводстве в 1952 году при выполнении колхозом обязательных поставок и контрактации сельскохозяйственной продукции, натуроплаты за работу МТС и плана прироста поголовья по каждому виду продуктивного скота».

## Награды
- Герой Социалистического Труда — указом Президиума Верховного Совета СССР от 8 февраля 1954 года[1]
- Орден Ленина